# デュピュイ・ポインター

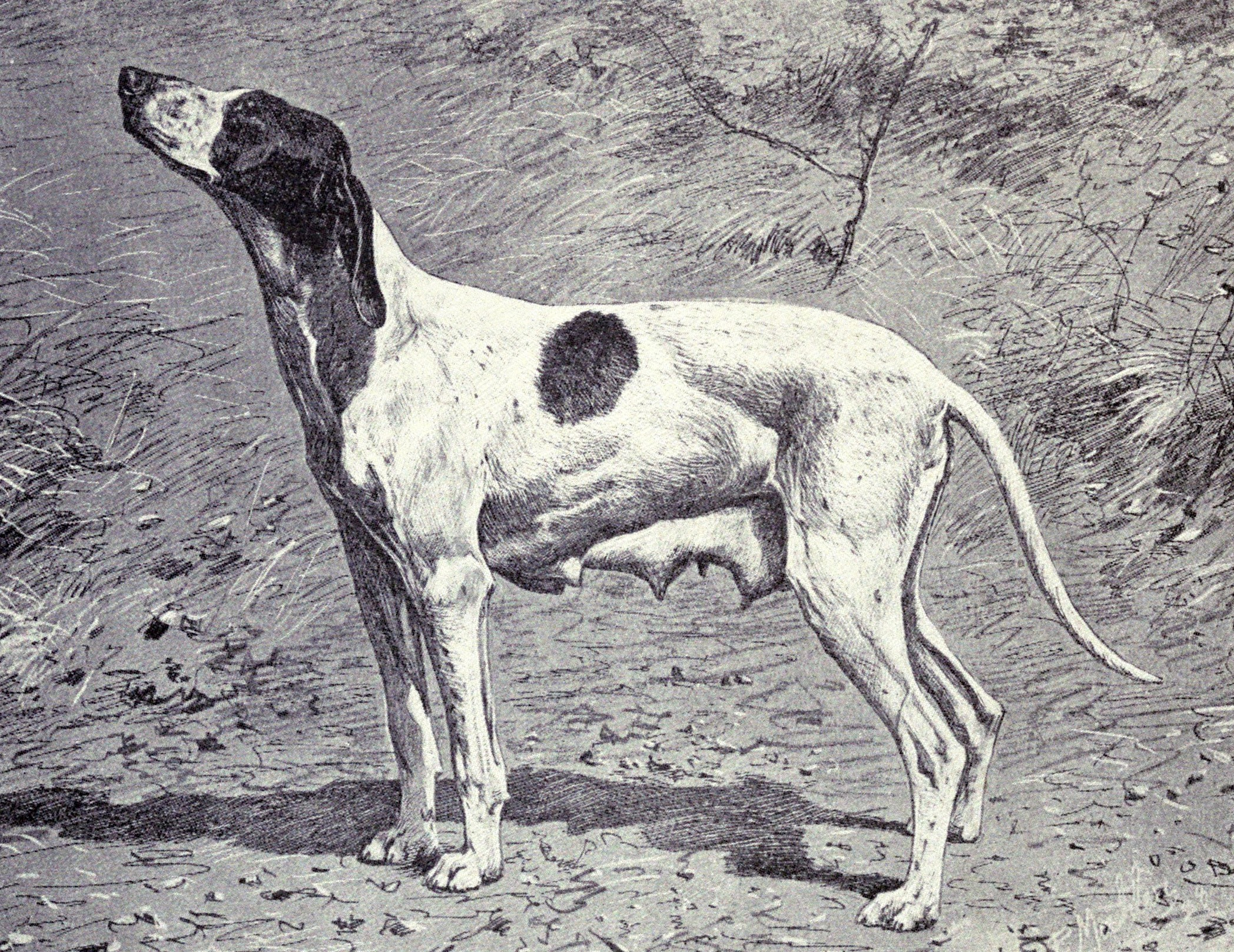
デュピュイ・ポインター

デュピュイ・ポインター（英: Dupuy Pointer）は、フランス原産のポインター犬種のひとつである。別名はブラク・デュピュイ（仏: Braque Dupuy）、グレイハウンド・ポインター（英: Greyhound Pointer）、ブラク・レヴリュエ（仏: Braque Lévrier）。頭部は細長く、胸部は狭い。フランスのポインターの中で比較的イングリッシュ・ポインターの血が多く混ざっている。珍しい犬種であり絶滅しているかもしれないともされる。

## 歴史
起源に関してさまざまな説が唱えられている。
- 17世紀にロランシュベール公爵の邸宅で誕生・以後飼育が行われ、デュピュイという名の繁殖家に改良されていたという説[1]
- 19世紀のはじめにポワトゥーの猟場管理人であったデュピュイ兄弟がフレンチ・ポインターの雌犬と北アフリカから輸入されたスルーギの雄を掛け合わせたものをもとに改良を加えて作出したという説[1]
- フランスにもとからいた地犬で、猟場管理人のデュピュイの手によってフランス革命の戦禍を逃れアルジェンソワ大修道院（フランス語版）にかくまわれて改良され、固定されたとする説[1]
- 19世紀はじめにピエール・デュピュイという狩人がポインター種の雌犬と血統不詳の雄犬を掛け合わせたものをもとに作ったという説[1]
- フレンチ・ポインターとイングリッシュ・グレイハウンドの掛け合わせ[1]

公式なスタンダード（犬種基準）が定められたのは1960年代のことで、FCIには1963年の6月21日に公認登録された。